# Museu Nacional de Corea
El Museu Nacional de Corea és el principal museu de la història i l'art coreà ubicat a Corea del Sud. És l'organització cultural que representa Corea i es va establir per primera vegada el 1945. A l'octubre de 2005, el museu va obrir les portes en un nou edifici al Parc de la Família Yongsan a Seül, Corea del Sud. El museu conté més de 150.000 objectes. Pretén ser el museu més gran d'Àsia i el sisè entre els majors museus del món en termes de superfície, la qual abasta 28.542 metres quadrats.
Les mesures per protegir els tresors a l'interior del museu inclouen el disseny d'un edifici construït per suportar un terratrèmol de magnitud 6,0 en escala de Richter. Les vitrines dels objectes estan equipades amb plataformes de protecció sísmica que absorbeixen els tremolors i impactes, també hi ha un sistema importat d'il·luminació natural que utilitza la llum solar en comptes de llums artificials i un sistema de purificació d'aire dissenyat per protegir l'art i els objectes del museu. El museu també està fet de materials resistents al ignifugs.
Per dissenyar el nou edifici, el govern coreà va licitar propostes d'arquitectes de tot el món per al nou edifici. Hi va haver més de 854 entrades de 59 països. El disseny guanyador es va inspirar en la idea d'una fortalesa tradicional coreana i va ser presentat per Chang-Il Kim, de Junglim Architects & Engineers Ltd.
L'edifici és oblong, com una fortalesa coreana, de 404 metres de longitud. Té sis pisos d'alçada i està envoltat de jardins i plantes autòctones. S'arriba amb la Línia 4 a l'estació d'Ichon o de la Línia de Yongsan-Deokso del Metro de Seül.

## Galeria d'obres

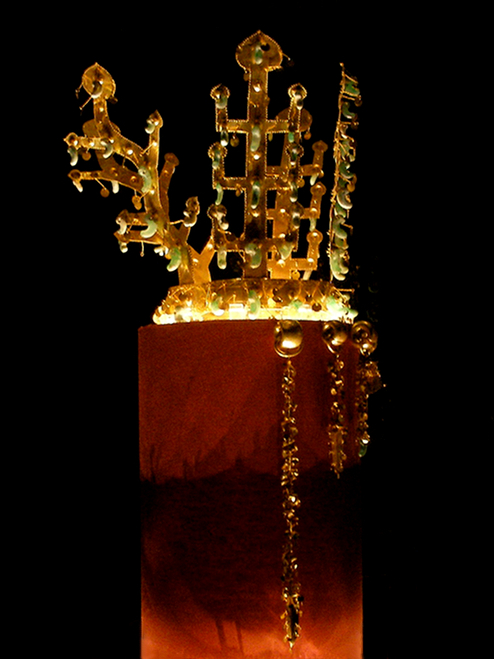
Corona d'or de Silla
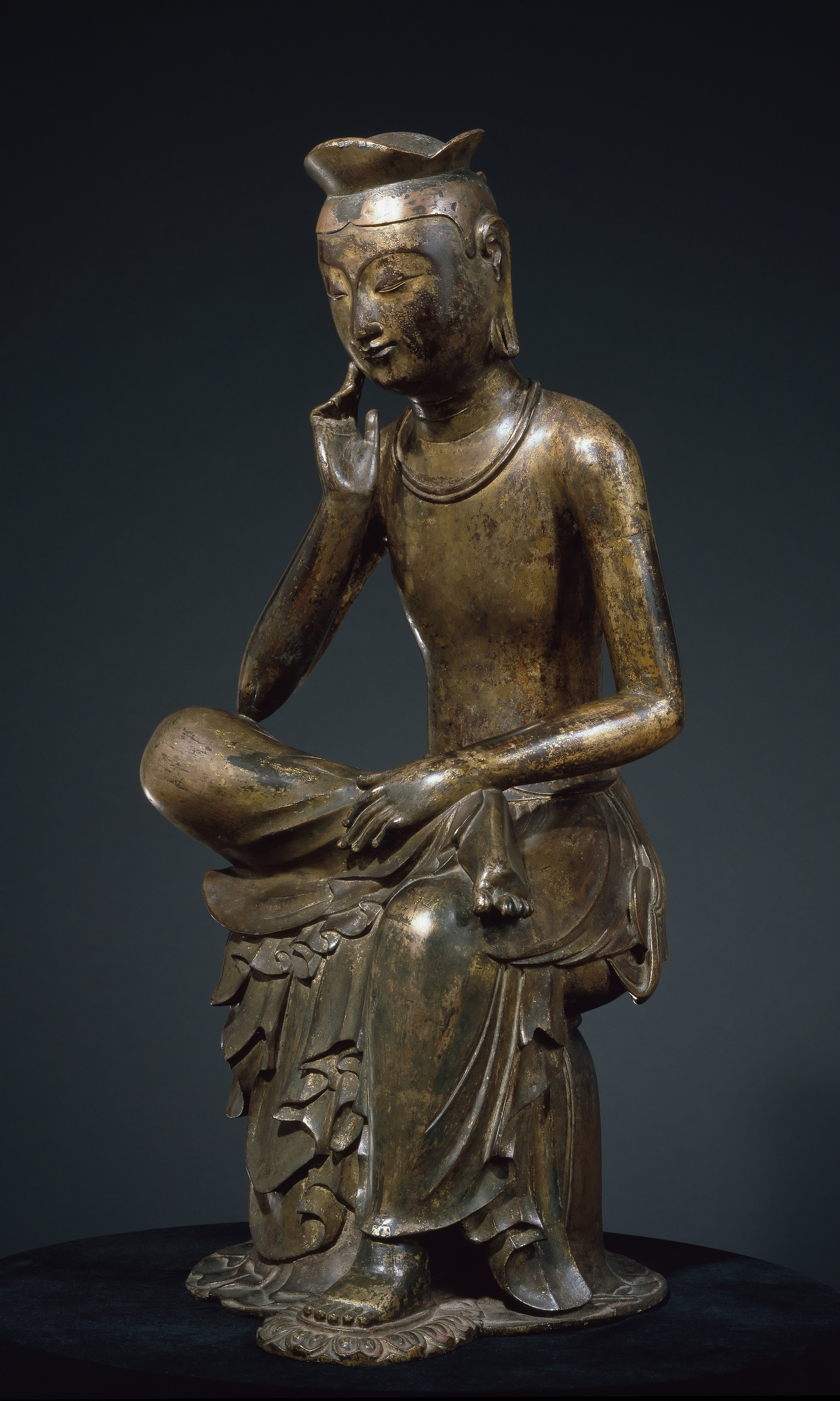
Bodhisattva pensatiu
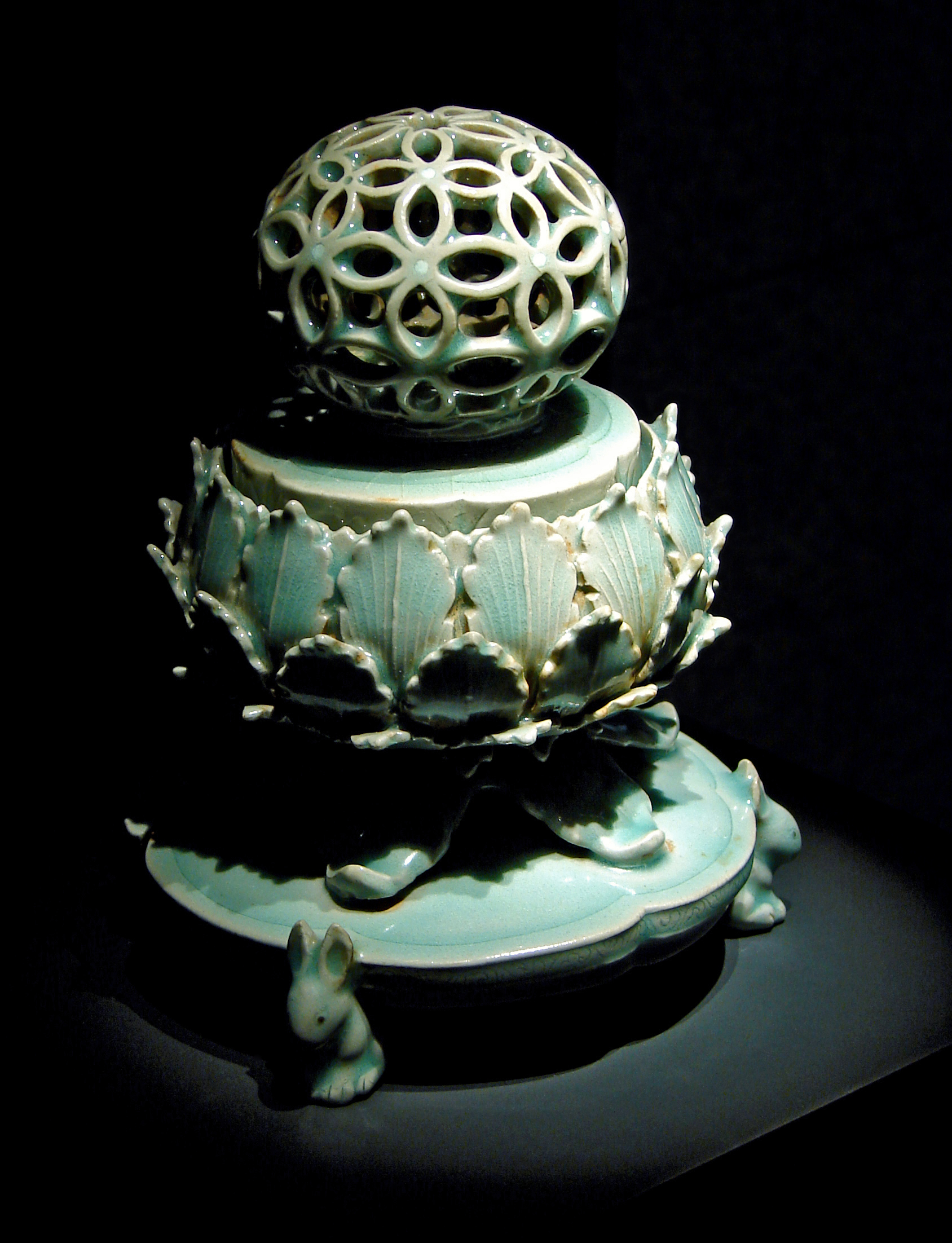
Cremador d'encens
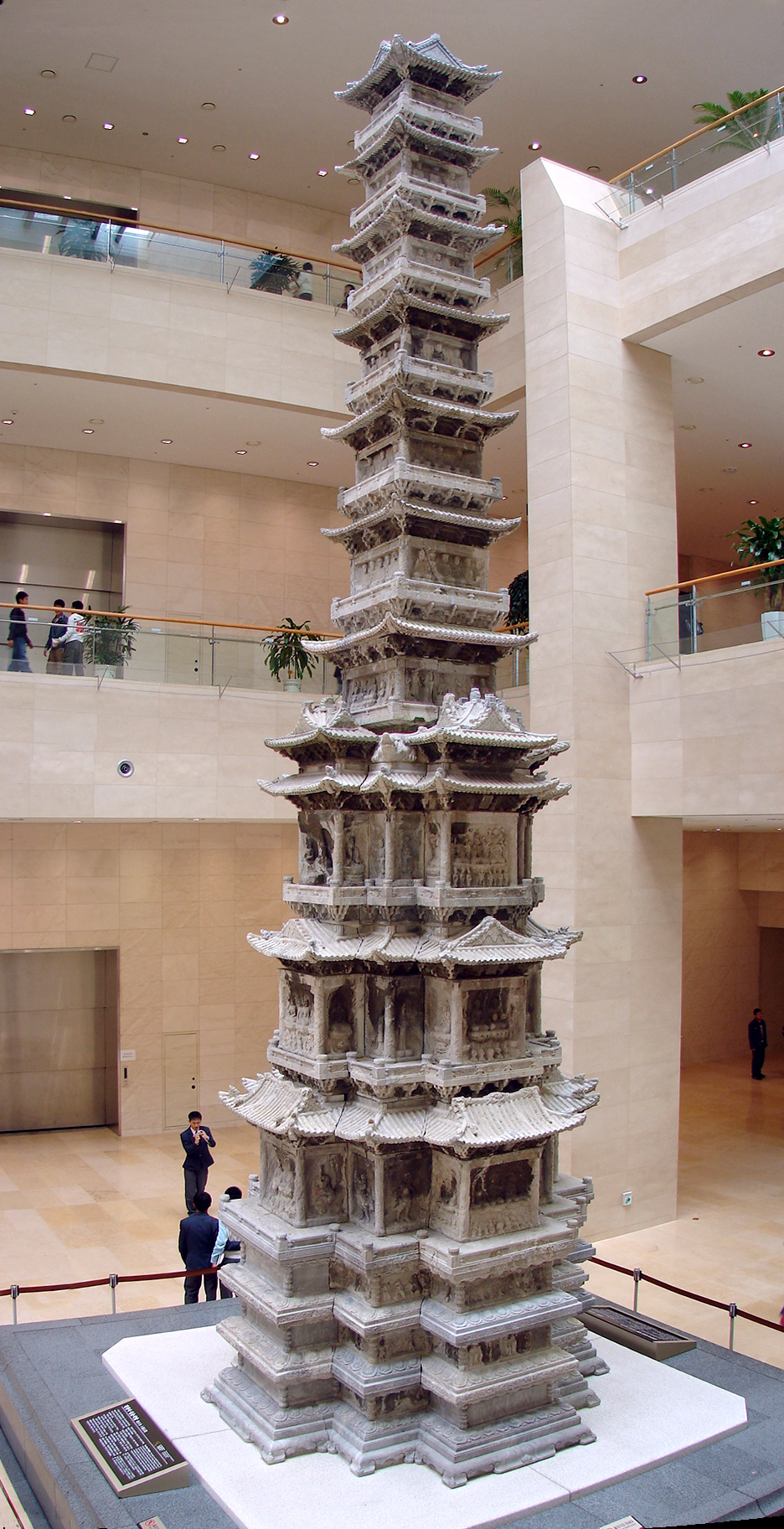
Pagoda
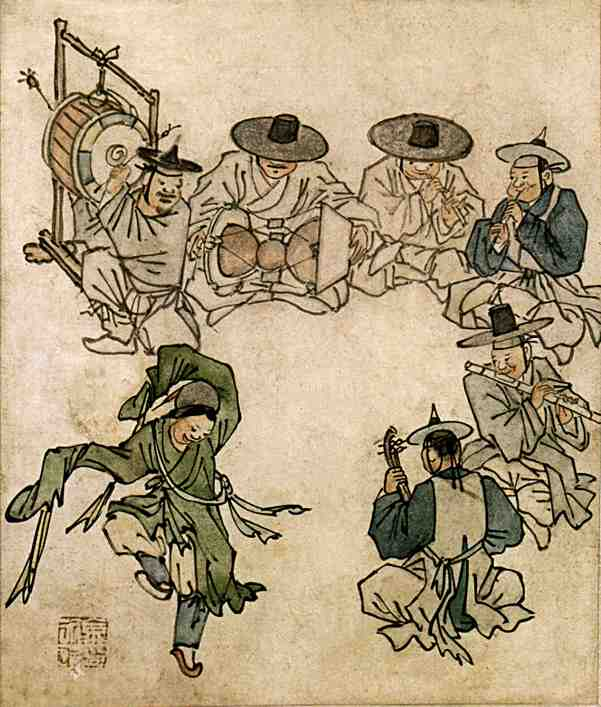
"Noi ballant" per Danwon